# محمد سعید امقران
محمد سعید امقران (انگلیسی: Mohamed Saïd Amokrane؛ زادهٔ ۲۵ ژانویهٔ ۱۹۵۷) بازیکن فوتبال اهل الجزایر بود.
از باشگاه‌هایی که در آن بازی کرده‌است می‌توان به باشگاه فوتبال نصر حسین دای اشاره کرد.
وی همچنین در تیم ملی فوتبال الجزایر بازی کرده‌است.